# Shanghighlander
Shanghighlander (ordlek med Highlander), eller Shanghailander, är informella självbeteckningar utbredda bland västerländska invånare i Shanghai, först och främst under perioden från mitten av 1800-talet, då de första västerländska området grundades i staden, fram tills ca 1940, då de flesta hade utvandrat eller fördrivits. Uttrycket gällde särskilt för utlänningar bosatta i Shanghai International Settlement.
Shanghighlanderna var en mycket sammansatt grupp. Under krigstiden tillkom ett stort antal judar som sökte tillflykt från de antijudiska förföljelserna i Tyskland. 